# Animal Man
Animal Man (Bernhard "Buddy" Baker) és un superheroi fictici de l'univers DC Còmics. Com a resultat d’estar a prop d’una nau espacial extraterrestre en explosió, Buddy Baker adquireix la capacitat de “demanar prestat” temporalment les habilitats dels animals (com ara el vol d’un ocell o la força proporcional d’una formiga). Utilitzant aquests poders, Baker lluita contra el crim com el superheroi disfressat Animal Man.
Creat per l'escriptor Dave Wood i l’artista Carmine Infantino, Buddy Baker va aparèixer per primera vegada a Strange Adventures núm. 180 (setembre de 1965) i va adoptar el nom Animal Man al número 190. Animal Man va ser un personatge menor durant els seus primers vint anys, sense guanyar mai la popularitat d'altres herois de DC com Batman o Superman. Va fer només cinc aparicions no consecutives a Strange Adventures (quatre de les quals es van reimprimir a Adventure Comics), seguides de dues aparicions a Wonder Woman, dues a Action Comics i dues a DC Comics Presents, que apareixen en números consecutius de cadascun. Aquestes onze històries constitueixen la totalitat de les seves aparicions anteriors a la crisi. No obstant això, es va convertir en una de les diverses propietats de DC, com Shade, the Changing Man i Sandman, que es va recuperar i renovar a finals dels anys vuitanta per a un públic de còmics més madur. Com es va veure a Strange Adventures núm. 195, va ser considerat un "heroi a temps complet", un aspecte que seria el més canviat per la renovació.

## Biografia de ficció
La vida de Buddy Baker, era la d'una persona corrent que treballava de doble cinematogràfic, fins que va fer un gir inesperat el dia que va anar a caçar, i aparegué una nau extraterrestre que va disparar-li una ona de xoc altament radioactiva, i el va incinerar a l'acte.
Els genetistes, de la nau extraterrestre, ja havien experimentat amb terrícoles en el passat, donant als humans tòtems i talismans que els havien de servir per unir essències animals i així poder crear noves formes de vida. Però havia arribat l'hora de fer un pas més, varen reconstruir el cos de Baker, i li varen afegir empelts morfogenetics, aquests empelts li donaren l'opció de tenir accés a una xarxa invisible d'energia, que uneix i dona forma a tota la vida animal de la terra.
Quan va reviure va donar-se conte que podia percebre els animals que tenia a prop i manllevar les seves habilitats, així, pot adquirir la força d'un goril·la, volar tan alt com una àguila, tan ràpid com un falcó o corre tan de pressa com un guepard i tenir la força equivalent d'una aranya. Com a Animal Man pot imitar les habilitats de qualsevol criatura que hagi existit. Una de les seves peculiaritats és que, si està a l'espai, pot absorbir el poder de les criatures extraterrestres.
En una ocasió Starfire, Adam Strange i el mateix Animal Man es van perdre a l'espai, mentre rastrejaven a un malfactor traficant d'esclaus extraterrestre, anomenat Lady Styx. Després d'aquesta aventura es van fer molt amics, i quan varen tornar a la terra, Starfire, inclús va viure una temporada amb Animal Man, i la seva família.

## Trajectòria editorial
Inicis
L'home, especialista de cinema Buddy Baker, a qui els alienígenes donaven poders de temàtica animal, va debutar a Strange Adventures núm. 180 (portada amb data de setembre de 1965), a la història "I Was the Man with Animal Powers(Jo era l'home amb poders animals)" de l'escriptor Dave Wood i al llapis Carmine Infantino. Baker va guanyar un vestit i un nom, inicialment A-Man, a Strange Adventures núm. 190 (juliol de 1966). Va continuar com una característica semi-regular al còmic, fent aparicions ocasionals de portada, fins al núm. 201 (juny de 1967).
Les seves posteriors aparicions van ser esporàdiques. El 1980 va tenir una aparició com a convidada a Wonder Woman núm. 267-268. Les seves principals aparicions a la resta de la dècada van ser com a membre dels "Forgotten Heroes", un equip d'herois menors de DC. Va ser en aquest càrrec que va aparèixer a la història de la companyia Crisis on Infinite Earths.